# Xestiodion annulipes
Xestiodion annulipes là một loài bọ cánh cứng trong họ Cerambycidae.